# Oxbow (zespół muzyczny)
Oxbow – amerykański zespół muzyczny zaliczany do kategorii noise i punk rock. 
Zespół powstał pod koniec lat 80. w San Francisco. Wykonuje muzykę będącą mieszanką noise i punk rocka z innymi gatunkami, w tym nawet bluesem. Wokalistą jest Eugene Robinson. W 2006 ukazało się DVD sygnowane przez Oxbow: Love That's Last: A Wholly Hypnographic and Disturbing Work Regarding Oxbow.

## Aktualny skład
- Dan Adams - bas
- Greg Davis - perkusja
- Eugene Robinson - wokale
- Niko Wenner - gitara, klawisze

## Dyskografia
- Fuckfest (1990, CFY Records)
- King of the Jews (1991, CFY Records)
- Let Me Be a Woman (1995, Brinkman/Crippled Dick Hot Wax Records)
- Serenade in Red (1997, Crippled Dick Hot Wax Records)
- An Evil Heat (2002, Neurot Recordings)
- Love That's Last: A Wholly Hypnographic & Disturbing Work Regarding Oxbow (2006, Hydra Head Records)
- The Narcotic Story (2007, Hydra Head Records)
- Thin Black Duke (2017, Hydra Head Records)